# Paul Soldner
Pour les articles homonymes, voir Soldner.
Paul Soldner (né le 24 avril 1921 à Summerfield, Illinois et mort le 3 janvier 2011 à Claremont, Californie) est un céramiste américain. 
Durant la Seconde Guerre mondiale il fait partie du corps médical. À son retour aux États-Unis, il commence une carrière artistique. Pour ce faire, il obtient son diplôme de peinture à l'Université de Bluffton et à l'Université du Colorado de Boulder et s'oriente vers la céramique.  
Il habite et gère, sa vie durant, des ateliers à Aspen, dans le Colorado et à Claremont, en Californie.
Paul Soldner meurt paisiblement le 3 janvier 2011 à 89 ans.